# Jerónimo de Rueda

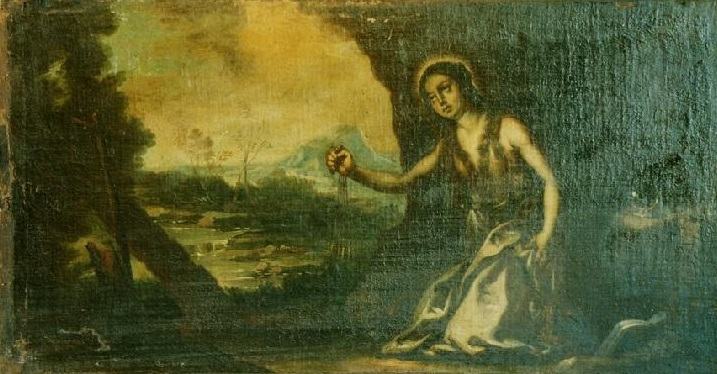
Magdalena penitente, óleo sobre lienzo, 59 x 100,5 cm, Museo de Bellas Artes de Granada.

Jerónimo de Rueda y Navarrete (Granada, c. 1670-1750) fue un pintor barroco español relacionado con la llamada escuela granadina de pintura.

## Biografía y obra
Hijo del también pintor Esteban de Rueda, a la muerte de su padre, fallecido en 1687, entró en el taller de su cuñado Juan de Sevilla, seguidor de Alonso Cano, cuyo estilo —a pesar de sus evidentes limitaciones técnicas y la constante utilización de estampas flamencas— prolongó hasta bien entrado el siglo XVIII.
La influencia canesca se manifiesta rotundamente en la Inmaculada de la parroquial de Cúllar Vega, obra cumbre de su producción y probablemente la más tardía de sus obras conocidas, pero también en la Huida a Egipto de colección particular, inspirada en una composición de Juan de Sevilla, o en la Adoración de los Reyes, fechada en 1709, en las que son manifiestas también las deudas con grabados de Jan Sadeler o de Cornelius Bloemaert, de quienes podría haber tomado los fondos paisajísticos que adornan algunas de sus composiciones como la Magdalena penitente y el Bautismo de Cristo del Museo de Bellas Artes de Granada.